# یلوه بلوطی
یلوه بلوطی (نام علمی: Eulabeornis castaneoventris) نام یک گونه از تیره یلوگان است.